# La Izquierda Diario
La Izquierda Diario és un diari digital d'Argentina que publica notícies i articles d'opinió. El diari va ser creat pel Partit dels Treballadors Socialistes, un partit polític d'orientació trotskista. Publica 15 edicions locals escrites en set idiomes diferents: castellà, francès, anglès, alemany, català, italià i portuguès.